# 广州市城市规划展览中心
广州市城市规划展览中心（英语：Guangzhou Urban Planning Exhibition Center），是中国广东省广州市白云区的一座展览馆，由中国建筑师何镜堂设计，位于白云山脚下白云新城展览路1号毗邻广东画院。建筑面积84500平方米。
2023年3月，展览中心被评为国家4A级旅游景区。

## 展馆布局

#### 一楼[3]
- 序厅 （广州六脉渠图）
- 文创中心
- 白云步道
- 地方志入口 （广州市地方志馆、广州数字方志馆）

#### 二楼
- 广州概况
- 4D影院（短片《千年羊城》）
- 城市历史
- 八面来风
- 广州全域沙盘（短片《广州——全球枢纽型网络城市》 、1:3800比例沙盘）

#### 三楼
- 飞跃广州2050（6D短片）[4]
- 城市科学
- 交通市政
- 总体规划

## 参观指南
- 星期二至日：上午9:00至下午17:00 （逢星期一闭馆，国家法定节假日除外）
- 每日16:50停止入馆
- 免费参观(微信预约或现场凭有效证件换票）

## 交通
- 广州地铁2号线白云文化广场站